# Барр (Вісконсин)
Барр (англ. Barre) — місто (англ. town) в США, в окрузі Ла-Кросс штату Вісконсин. Населення — 1267 осіб (2020).

## Демографія
Згідно з переписом 2010 року, у місті мешкали 1234 особи в 449 домогосподарствах у складі 357 родин. Було 481 помешкання
Расовий склад населення:
| - 97,2 % — білих - 1,1 % — азіатів - 0,7 % — чорних або афроамериканців - 0,2 % — корінних американців |

До двох чи більше рас належало 0,6 %. Частка іспаномовних становила 0,5 % від усіх жителів.
За віковим діапазоном населення розподілялося таким чином: 25,5 % — особи молодші 18 років, 62,6 % — особи у віці 18—64 років, 11,9 % — особи у віці 65 років та старші. Медіана віку мешканця становила 41,4 року. На 100 осіб жіночої статі у місті припадало 104,0 чоловіків;  на 100 жінок у віці від 18 років та старших — 102,9 чоловіків також старших 18 років.
Середній дохід на одне домашнє господарство  становив 105 288 доларів США (медіана — 84 336), а середній дохід на одну сім'ю — 114 240 доларів (медіана — 96 250). Медіана доходів становила 60 833 долари для чоловіків та 40 893 долари для жінок. За межею бідності перебувало 3,6 % осіб, у тому числі 2,6 % дітей у віці до 18 років та 8,9 % осіб у віці 65 років та старших.
Цивільне працевлаштоване населення становило 730 осіб. Основні галузі зайнятості: освіта, охорона здоров'я та соціальна допомога — 24,1 %, роздрібна торгівля — 12,3 %, виробництво — 10,7 %, науковці, спеціалісти, менеджери — 10,1 %.